# Psila pectoralis
Psila pectoralis är en tvåvingeart som beskrevs av Johann Wilhelm Meigen 1826. Psila pectoralis ingår i släktet Psila och familjen rotflugor. Inga underarter finns listade i Catalogue of Life.